# Ariel Winter
Ariel Winter Workman, född 28 januari 1998 i Los Angeles, Kalifornien, är en amerikansk skådespelerska och modell. Winter har en framträdande roll som Alex Dunphy i komediserien Modern Family.

## Filmografi

### Filmer
- 2005 – Kiss Kiss Bang Bang
- 2006 – Bambi 2 (röst)
- 2006 – Nicke Nyfiken (röst)
- 2006 – Ice Age 2 (röst)
- 2006 – På andra sidan häcken (röst)
- 2006 – Grilled
- 2008 – One Missed Call
- 2008 – Horton (röst)
- 2008 – Speed Racer
- 2009 – Tales from the Catholic Church of Elvis!
- 2009 – Afro Samurai: Resurrection (TV-film)
- 2009 – Life Is Hot in Cracktown
- 2009 – Duress
- 2009 – Opposite Day
- 2009 – Det regnar köttbullar (röst)
- 2010 – Killers
- 2010 – Nic & Tristan Go Mega Dega
- 2010 – DC Showcase: Green Arrow (röst i kortfilm)
- 2010 – DC Showcase Original Shorts Collection (röst)
- 2011 – A Thousand Words
- 2011 – The Chaperone
- 2012 – Excision
- 2012 – ParaNorman (röst)
- 2012 – Batman: The Dark Knight Returns (röst)
- 2014 – Tad, The Lost Explorer (röst)
- 2014 – Herr Peabody & Sherman (röst)

### TV-serier
- 2005 - Listen Up (1 avsnitt)
- 2005 - Tickle U (? avsnitt)
- 2005 - Freddie (1 avsnitt)
- 2006 - Monk (1 avsnitt)
- 2006 - So noTORIous (5 avsnitt)
- 2006 - Jericho (1 avsnitt)
- 2006 - Bones (1 avsnitt)
- 2006 - Nip/Tuck (1 avsnitt)
- 2007-2010  - Phineas och Ferb (9 avsnitt)
- 2007 - All of Us (1 avsnitt)
- 2007 - Jordan, rättsläkare (1 avsnitt)
- 2007 - Shorty McShorts' Shorts (1 avsnitt)
- 2007 - Criminal Minds (1 avsnitt)
- 2008 - Ghost Whisperer (1 avsnitt)
- 2009 - 2020Modern Family ( ca 230avsnitt)
- 2009 - Cityakuten (5 avsnitt)
- 2009 - The Penguins of Madagascar (1 avsnitt)
- 2011 - Jake and the Never Land Pirates (15 avsnitt)
- 2011 - The Haunting Hour: The Series (1 avsnitt)
- 2013 - Sofia den första (55 avsnitt)